# Lentunen
Lentunen är en sjö i Finland. Den ligger i kommunen Jockas i landskapet Södra Savolax, i den södra delen av landet, 230 km nordost om huvudstaden Helsingfors. Lentunen ligger 84,7 meter över havet. Arean är 1,43 kvadratkilometer och strandlinjen är 15,16 kilometer lång. Sjön  ingår i Vuoksens huvudavrinningsområde.   I omgivningarna runt Lentunen växer i huvudsak blandskog. Den sträcker sig 2,1 kilometer i nord-sydlig riktning, och 1,7 kilometer i öst-västlig riktning.
I övrigt finns följande i Lentunen:
- Pikosaari (en ö)
- Tupasaari (en ö)
- Suurisaari (en ö)